# Lekyt

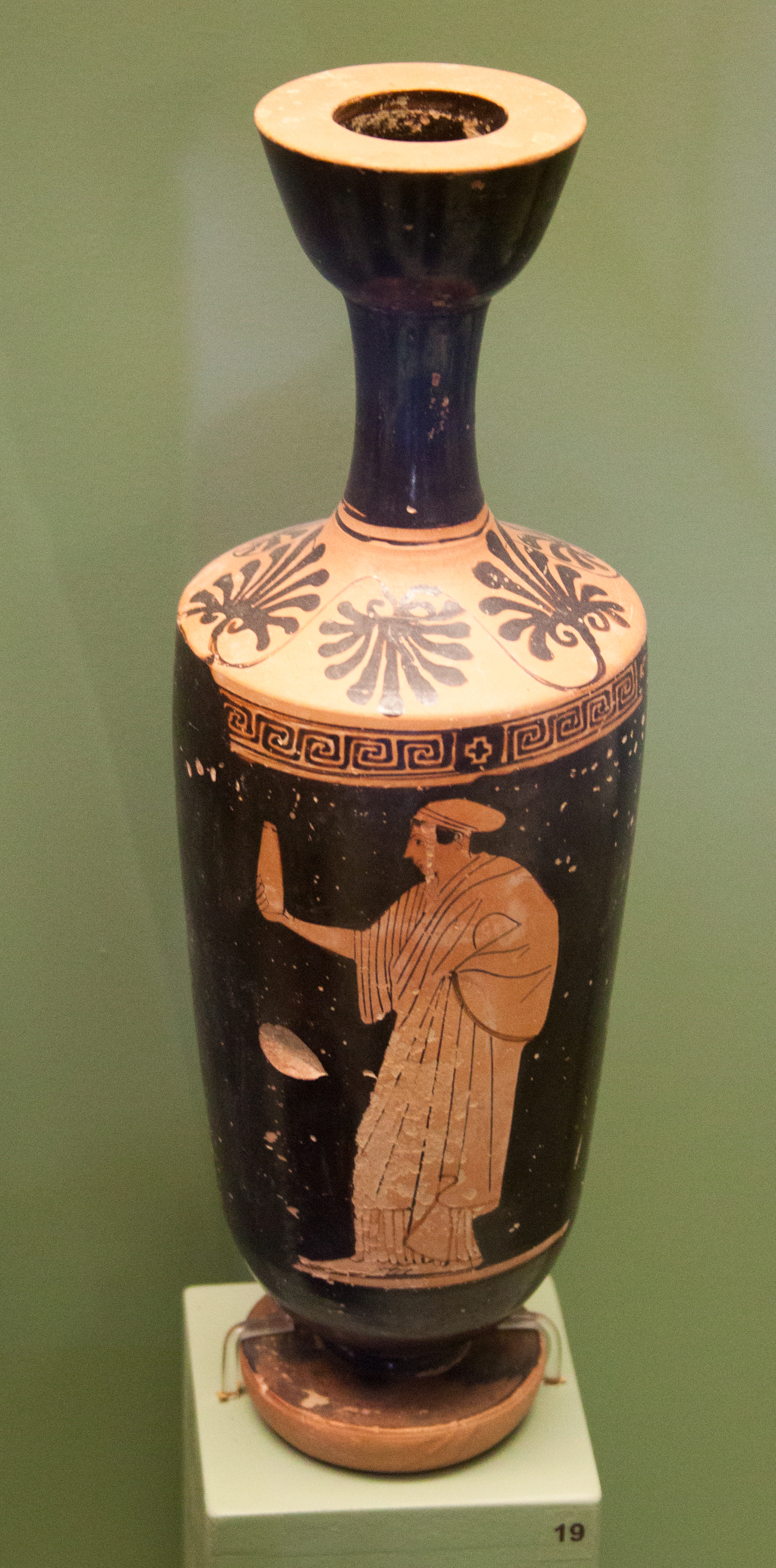
Typowy attycki czerwonofigurowy lekyt cylindryczny z wyobrażeniem Greczynki z alabastronem (V w. p.n.e.)

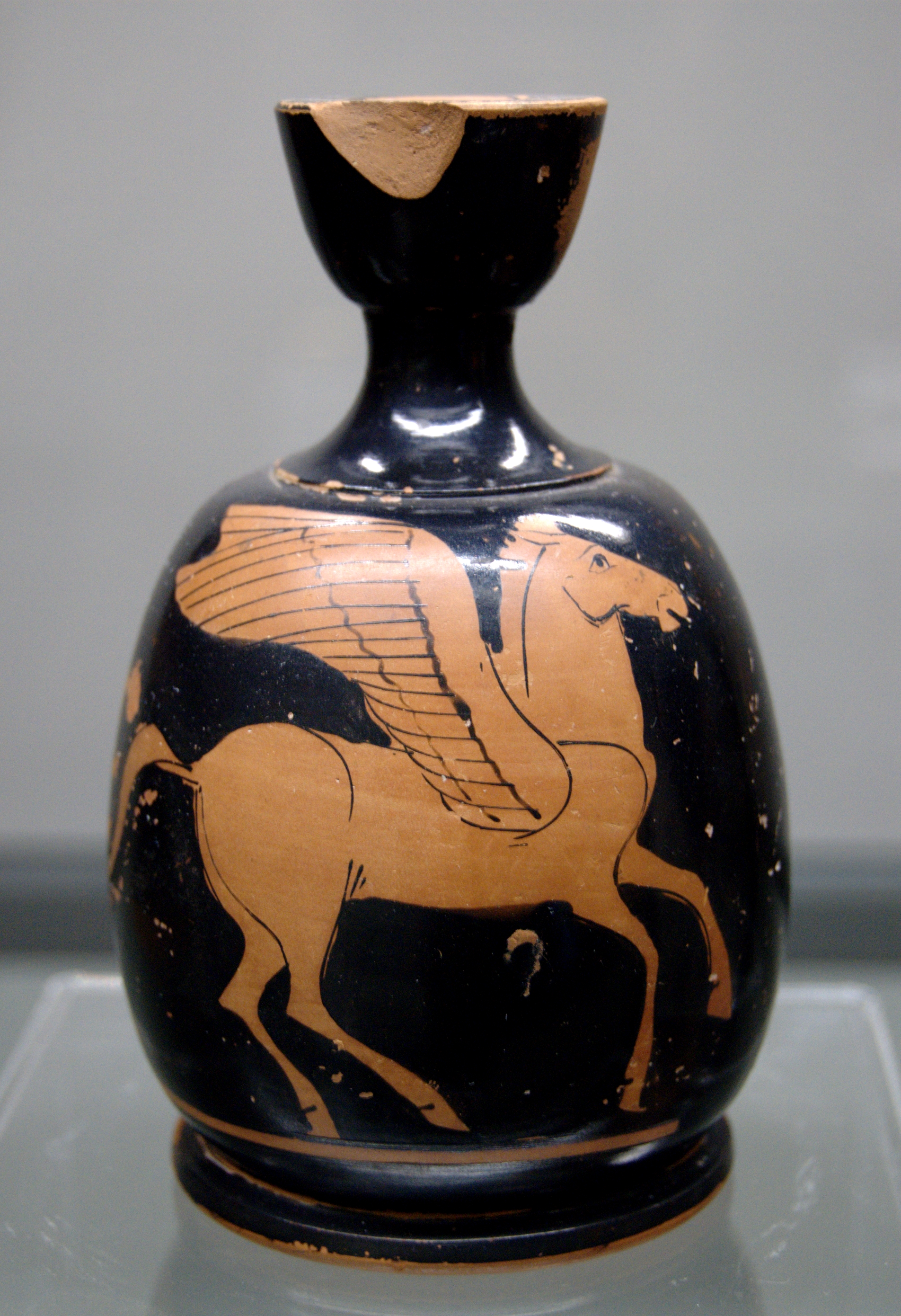
Attycki lekyt aryballosowy (2 ćwierć V wieku p.n.e.)

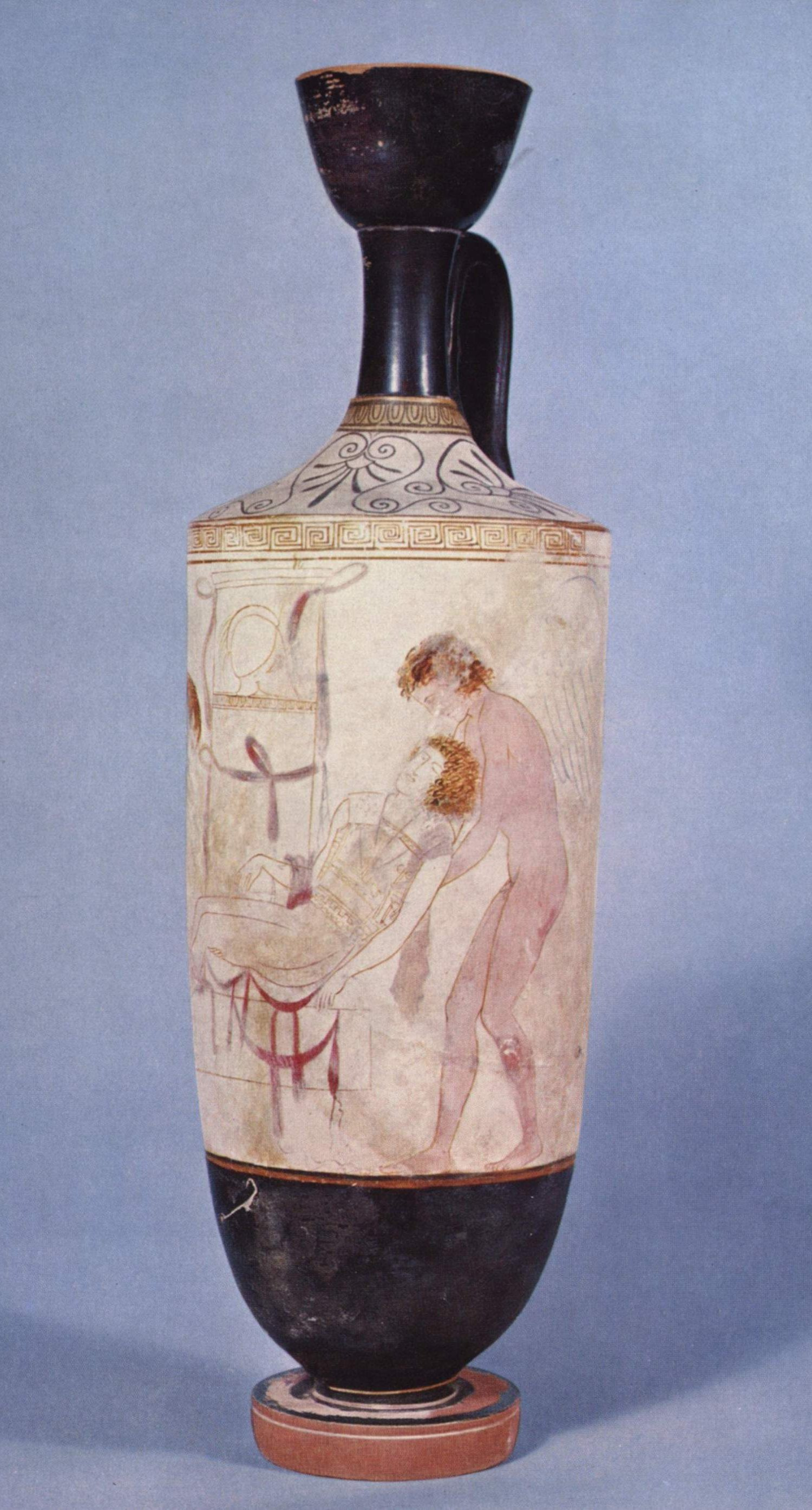
Barwnie zdobiony lekyt białogruntowany z Hypnosem i Tanatosem (ok. 440 p.n.e.)

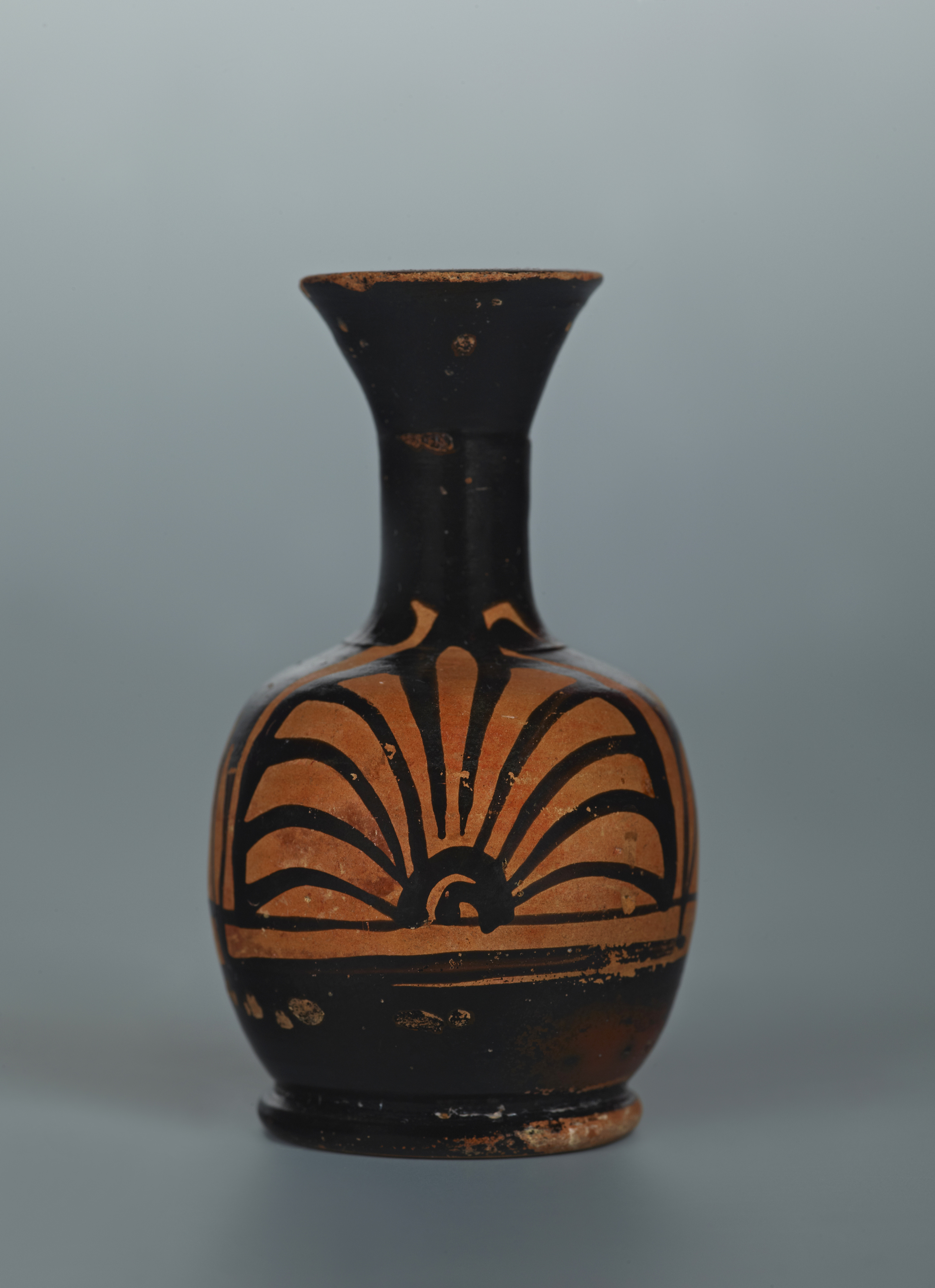
Lekyt aryballosowy z Attyki (między 420 a 380 p.n.e.), Muzeum im. Emeryka Hutten-Czapskiego

Lekyt (stgr. λήκυθος lḗkythos, lm. λήκυθοι lḗkythoi) – w ceramice starogreckiej niewielkie dzbankowate naczynie o wydłużonym kształcie przeznaczone na oliwę i płynne pachnidła.
U Greków słowem tym ogólnie określano naczynie na wonności (również takie jak alabastron, aryballos). Współcześnie nazwa ta oznacza rodzaj dzbanuszka o wąskiej szyi z lejkowatym wylewem i  niewielką stopką oraz z brzuścem o zróżnicowanym kształcie (w zależności od stylistyki okresu). Zwykle wyposażony jest w nieduże pionowe imadło wstęgowe (rzadziej bezimadłowy). Obejmuje z reguły niewielkie naczynia o przeciętnej wysokości ok. 20 cm.  

## Rozwój form
Wykształcił się prawdopodobnie z kulistego ojnochoe jeszcze w okresie panowania stylu protogeometrycznego. W czasach stosowania techniki czarnofigurowej rozwinął się w Attyce na początku VI stulecia p.n.e. w dwie odrębne formy należące do zastawy stołowej: 
- lekyt aryballosowy – wywiedziony z wzorca korynckiego, istniejący przez cały czas panowania techniki czerwonofigurowej: przysadzisty, z kulistym brzuścem, o płaskiej stopce (pod koniec V w. p.n.e. coraz bardziej przysadzisty);
- lekyt Dejaniry – odmiana nawiązująca do korynckiego alabastronu, znana w późnokorynckim stylu orientalizującym w pierwszej połowie VI wieku: jajowaty, z małym łukowatym imadłem i echinusową stopką, o brzuścu wprost przechodzącym w wylew. Jego wcześniejsze postacie to koryncki i archaiczny attycki lekyt owoidalny z okresu ok. 620-580 p.n.e.

Wyprowadzoną z tego drugiego, kolejną, doskonalszą formę stanowił rozwinięty ok. 560-530 p.n.e. czarnofigurowy attycki lekyt o walcowatym korpusie z wyraźnie zaznaczonymi ramionami, o wysokim lejkowatym wylewie na wąskiej szyjce i z małą, lecz stosunkowo wysoką stopką. Był ulubioną formą Malarza Amasisa, jaka szczyt popularności osiągnęła w połowie V stulecia.
Naczynie zwykle jednak kojarzone z tą nazwą, to najczęstszy wśród zabytków tej kategorii i najbardziej znany attycki lekyt czerwonofigurowy – wysmuklony, o kształcie cylindrycznym, z masywnym, lejkowatym wylewem, osadzony na mocno wyodrębnionej, krążkowatej stopce. Jego brzusiec przybiera formę zwężającą się ku dołowi, a rozszerzającą ku górze (średnica korpusu największa na poziomie ramion), ażeby później przyjąć kształt walcowaty. Lekyty te wyrabiano od końca VI stulecia do 2 ćwierci V wieku p.n.e. Najokazalsze spośród nich osiągają do 30–50 cm wysokości. Do greckich twórców malarstwa wazowego zdobiących z upodobaniem lekyty należeli m.in. Malarz Amazisa, Malarz Diosfosa, Malarz Charona (Saburowa), Malarz Achillesa, Malarz Trzciny.
Do odmiany pochodnej od cylindrycznej, lecz dość rzadko spotykanej, należy lekyt żołędziowaty o korpusie tegoż kształtu, z drobną stopką i plastycznym opracowaniem spodu brzuśca naśladującym miseczkę żołędzia, wytwarzany pod koniec V wieku.
Jako forma ceramiczna lekyt rozpowszechniony był również w ceramice południowoitalskiej, gdzie popularność zyskał przede wszystkim lekyt aryballosowy, ulegający lokalnym przetworzeniom i modyfikacjom dekoracyjnym. W charakterystycznej swym zdobnictwem ceramice apulskiej doznaje on przede wszystkim wysmuklenia brzuśca, przybierając kształt owoidalny, osadzony na szerokiej, słabo uwydatnionej stopce; w drugiej połowie IV w. p.n.e. kształt jego ulega dalszemu wysmukleniu wraz z wydłużeniem szyi i zmniejszeniem delikatnego wylewu. Jego odmiana w stylu Gnathia nie różni się zasadniczo budową, a jedynie zdobieniem, też ulegając wysmukleniu w IV/III stuleciu p.n.e. Ich przeciwieństwem jest kampański lekyt brzuchaty, różniący się nie tylko stylistyką, lecz także budową.
W starożytnych wyrobach szklanych pojęcie to znajduje odniesienie do formy tzw. dilekytu – połączonego dwururkowego unguentarium zawieszonego na wspólnym łukowym imadle.   

## Rola kultowa
Znane już w epoce Homera, lekyty były zasadniczo naczyniami do użytku domowego, przeznaczonymi na oliwę m.in. do nacierania ciała, o czym wyraźnie świadczy ich budowa (przewężona szyja i trąbkowaty wylew o płaskim obrzeżu). Z czasem jednak przekształciły się w naczynie odgrywające istotną rolę w kulcie zmarłych, zawierające balsamiczną oliwę do namaszczania ciał, a następnie składane w ofierze zmarłym, tzn. traktowane jak dzisiejsze znicze nagrobne. Innowacją wprowadzoną w V wieku p.n.e. przez czarnofigurowego Malarza Beldam były małe, bardzo smukłe lekyty o fałszywym wnętrzu, tzn. zamiast zbiornika mieszczącym tylko wgłębienie pozwalające oszczędzić na ilości drogiego balsamu ofiarnego.  
Do celów sepulkralnych przeznaczone były szczególnie lekyty białogruntowane, początkowo zdobione długo w technice czarnofigurowej i typowe dla Attyki, gdzie produkcję ich rozpoczęto w drugiej połowie V w. p.n.e. Zwiększony popyt na nie jako symbol pamięci o zmarłym wpłynął na rozwój ich zdobnictwa w latach 460-400 p.n.e. wraz z wprowadzeniem wielobarwności rysunku: czarnym pokostem (firnisem) nakreślano jedynie kontury postaci, zaś szaty malowano farbami. Nietrwałość białej powłoki (pobiałka, angoba) pokrywającej powierzchnię naczynia kompensowała kolorystyka przedstawień (ciepłe brązy z barwą pomarańczową i czerwoną), w których dominowała tematyka życia codziennego oraz mitologiczna. Pod koniec V stulecia mnożą się pesymistyczne motywy związane ze śmiercią (opłakiwanie zmarłego, mityczny Charon, postać zmarłego na grobie), co można łączyć z ówczesną złą sytuacją polityczną i schyłkiem potęgi Aten.  
Pod koniec V stulecia zaczęto również stawiać na grobach duże lekyty marmurowe, mające charakter monumentu (zwłaszcza na ateńskiej nekropolii Keramejkos). Osiągające od ok. 1 m do 2 m wysokości, zdobiono figuralnymi reliefami wiążącymi się z kultem zmarłych; w praktyce pełniły one funkcję tradycyjnych stel oznaczających miejsce pochówku.

Szczególne typy/odmiany lekytów
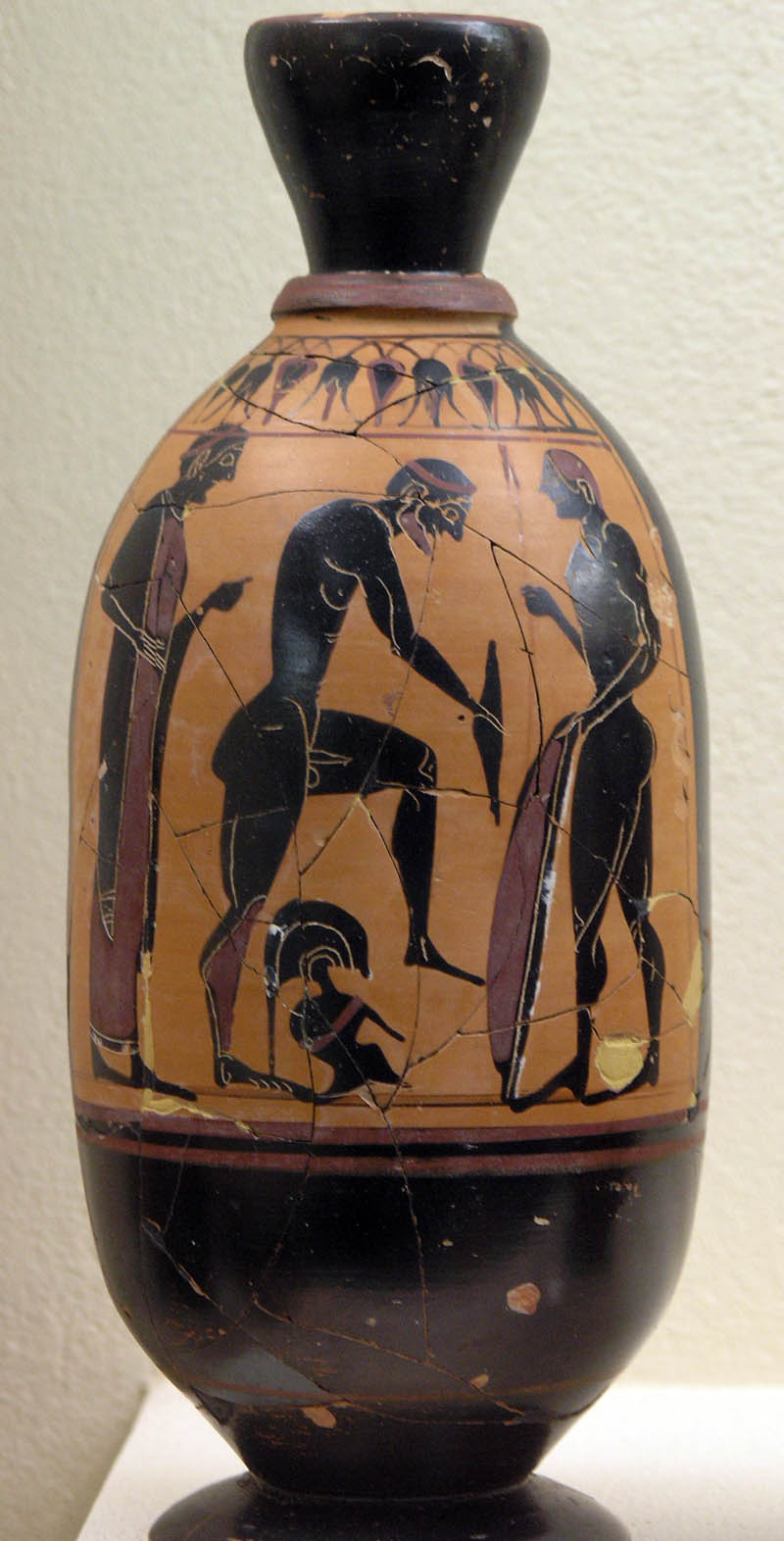
Lekyt Dejaniry
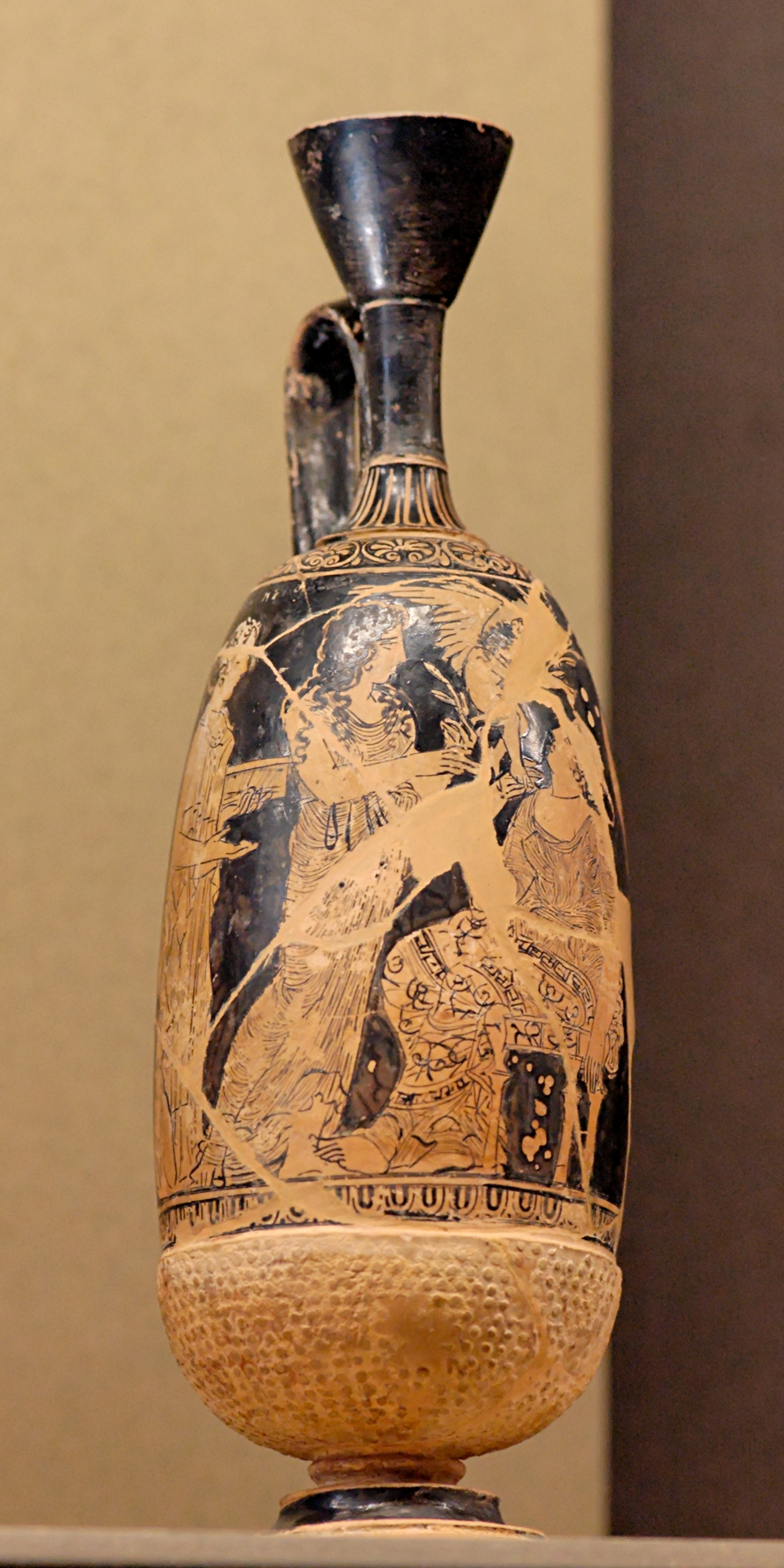
Lekyt żołędziowaty
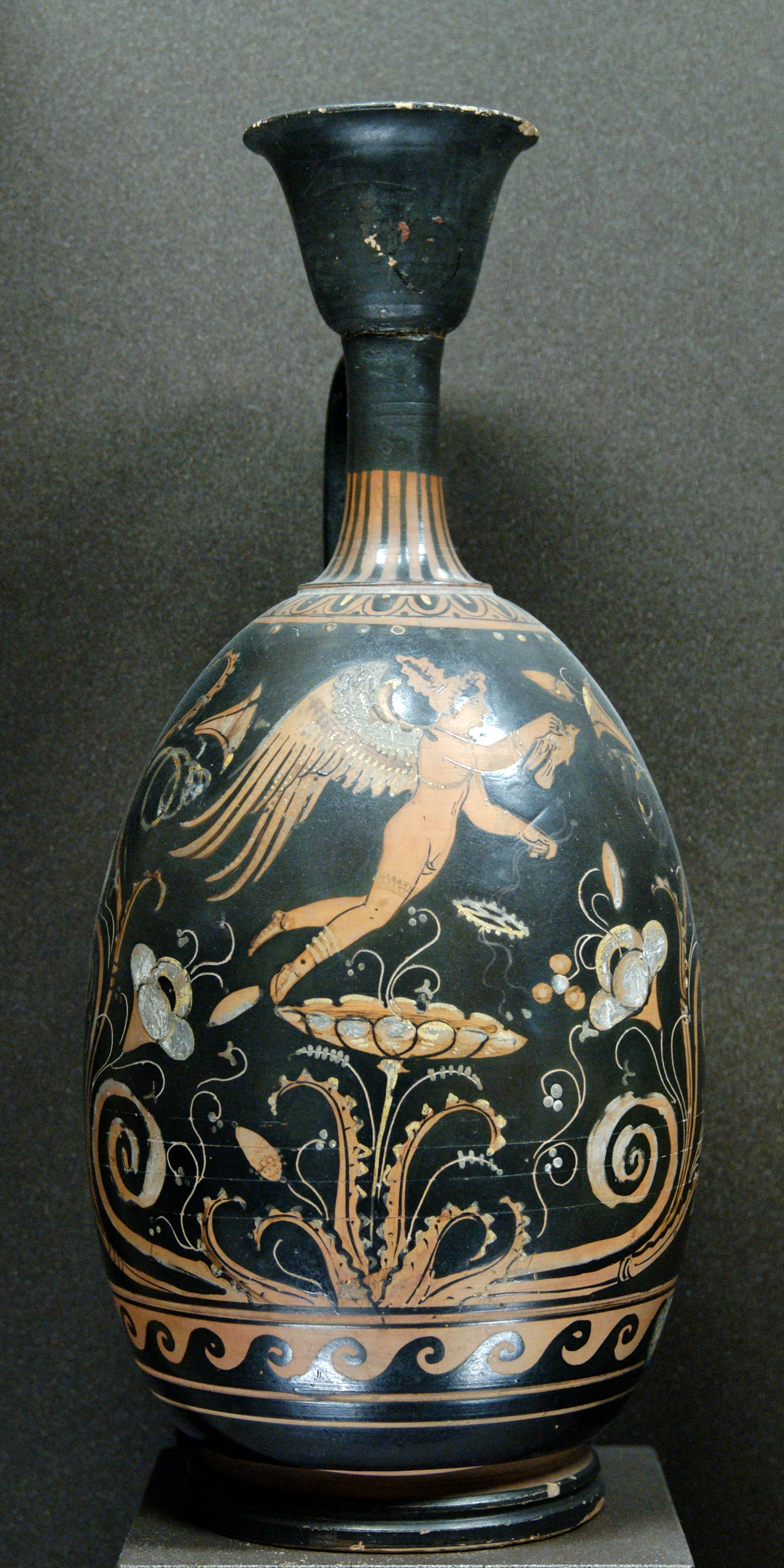
Apulski lekyt aryballosowy
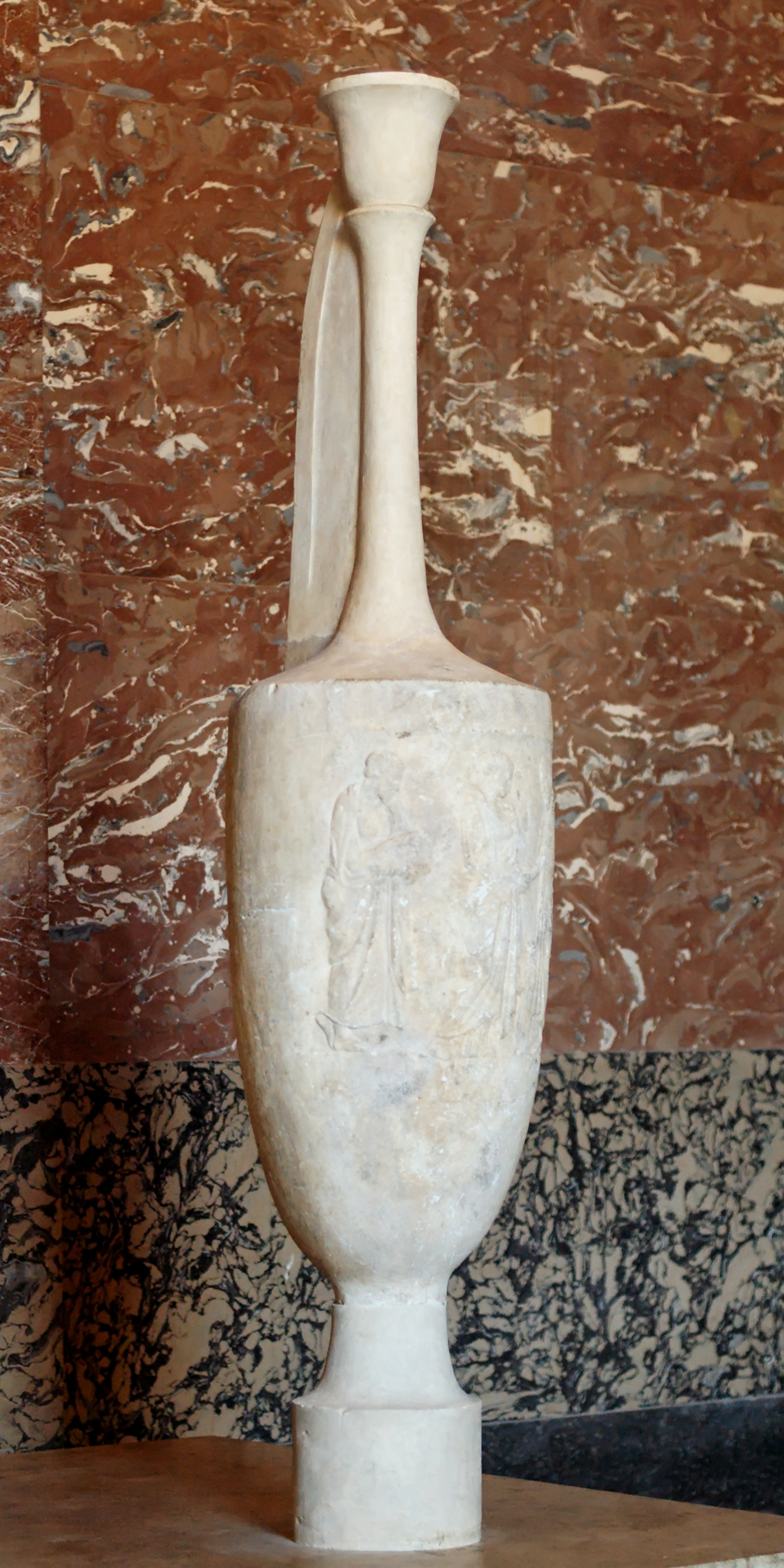
Marmurowy lekyt grobowy